# Bahnhof Scheibenberg

Die Bahnstation Scheibenberg bezeichnet den einstigen Bahnhof und nunmehrigen Haltepunkt der zwischen Annaberg-Buchholz und Schwarzenberg/Erzgeb. liegenden Kleinstadt Scheibenberg im sächsischen Erzgebirgskreis. Nach der Einstellung des Personenverkehrs auf der Bahnstrecke Annaberg-Buchholz–Schwarzenberg im Jahr 1997 ist die Station ohne planmäßigen Schienenverkehr. Seit dem Jahr 2009 wird diese Strecke an einzelnen Wochenenden im Sommerhalbjahr als Erzgebirgische Aussichtsbahn für den touristischen Ausflugsverkehr genutzt. Verantwortliches Eisenbahnverkehrsunternehmen ist der Verein Sächsischer Eisenbahnfreunde e.V.

## Lage
Der einstige Bahnhof Scheibenberg liegt etwas außerhalb im Norden von Scheibenberg. Der auf einer Hochfläche gelegene Bahnhof ist die höchstgelegene Station der Bahnstrecke Annaberg-Buchholz–Schwarzenberg. In Richtung Schwarzenberg wird über den Markersbacher Viadukt das Tal der Großen Mittweida erreicht.

## Geschichte

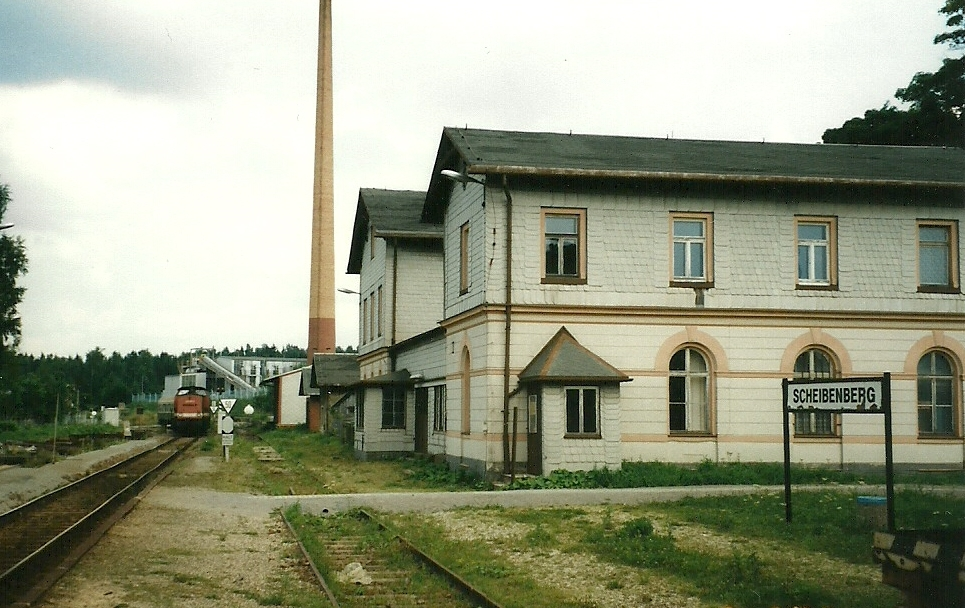
Historische Ansicht des Empfangsgebäudes des Bahnhofs Scheibenberg

Der Bahnhof Scheibenberg wurde am 1. Dezember 1889 als Haltestelle gemeinsam mit der Bahnstrecke Buchholz–Schwarzenberg (Erzgeb) eröffnet. Durch die Eröffnung der Bahnstrecke Zwönitz–Scheibenberg wurde die Station am 1. Mai 1900 zu einem Bahnknoten. Seit dem 1. Mai 1905 wurde Scheibenberg als Bahnhof geführt.
Die Station verfügte ursprünglich über drei Bahnsteige, sechs Gleise und eine 180 m lange Ladestraße. An Hochbauten waren neben dem Empfangsgebäude ein Güterschuppen, Wirtschaftsgebäude, ein Wohnhaus, eine Gleiswaage und eine Laderampe vorhanden.
Nach dem Zweiten Weltkrieg wurde der Abschnitt Zwönitz–Elterlein am 20. August 1947 eingestellt und die Trasse kurzfristig als Reparationsleistung für die Sowjetunion abgebaut. Der verbliebene Abschnitt Elterlein–Scheibenberg erlebte zunächst durch den Uranbergbau der Wismut noch einen lebhaften Berufsverkehr in Richtung Schwarzenberg. Mit der Einstellung des Personenverkehrs am 21. November 1965 und des Güterverkehrs am 24. September 1966 endete für den Bahnhof Scheibenberg die Zeit als Trennungsbahnhof. Nach der Stilllegung wurde das kurze Streckenstück bis 1968 zum Abstellen von Schadwagen genutzt und anschließend abgebaut.
Auf der Bahnstrecke Annaberg-Buchholz–Schwarzenberg ging nach der Deutschen Wiedervereinigung der Güter- und Personenverkehr dramatisch zurück. Als Folge wurde auf der Bahnstrecke der Güterverkehr zum Jahreswechsel 1994/95 eingestellt. Der letzte planmäßige Zug durchquerte die seit 1994 als Haltestelle geführte Station Scheibenberg am 27. September 1997. Die Bahnstrecke Annaberg-Buchholz–Schwarzenberg wurde am 1. Januar 2002 von der DB-eigenen Erzgebirgsbahn übernommen. Seit dem Jahr 2009 wird die Strecke an einzelnen Wochenenden im Sommerhalbjahr als Erzgebirgische Aussichtsbahn für den touristischen Ausflugsverkehr genutzt. Verantwortliches Eisenbahnverkehrsunternehmen ist der Verein Sächsischer Eisenbahnfreunde e.V. Während von den Gleisen nur noch das Streckengleis liegt, sind die Hochbauten des einstigen Bahnhofs auf dem Areal bis heute erhalten geblieben. In der Nähe entstand ein Gewerbegebiet der Stadt Scheibenberg.
Seit 2019 werden per Funk angesteuerte Ks-Signale im Bereich des Haltepunkts erprobt.
Im Mai 2020 schrieb die Deutsche Bahn den Aufbau eines Teststellwerks aus. Damit sollen insbesondere die Interoperabilität der technischen Schnittstellen zwischen verschiedenen Herstellern Digitaler Stellwerke getestet werden. Von der Digitalen Schiene Deutschland wird der Bahnhof Scheibenberg als Erprobungsbahnhof mit Laborzentrale genutzt.